# ブルーシャトル
ブルーシャトル（Blue Shuttle）は、東京都渋谷区に本社を置く劇団ひまわり系列の芸能事務所である。

## 所属タレント
| 男性 - 松田岳 - 田中尚輝 - 田渕法明 | 女性 - 日向薫 - 伊藤麻衣 |

### 過去の主な所属タレント
- 池松壮亮（2010年にホリプロへ移籍）
- 大河元気（2011年にアミュレートへ移籍）
- 日ノ西賢一（MC企画へ移籍）
- 小川摩起
- 郷本直也
- 髙塚恵理子
- 玉手みずき
- 豊岡咲世子（2007年にトライストーン・エンタテイメントへ移籍）
- 林明寛
- 矢崎広（2007年にトライストーン・エンタテイメントへ移籍）
- 江口紘一
- 吉谷光太郎
- 田中良子
- 菅由紀子

## プロデュース公演
- 自由という名のレール（2005年3月）
- Switch!（2005年9月 - 10月）
- 新撰組異聞PEACE MAKER（2007年7月 - 8月）
- ゼロ（2012年12月）
- 八月のオリオン（2013年6月）
- ゼロ・ファイター（2013年6月）
- 壬生狼（2014年1月）
- 零式 ZERO SHIKI（2014年10月）
- 幸村 ―真田戦記―（2015年3月, 5月）
- 雪の女王　A Hertfelt story 〜あなたに伝えたい〜（2015年8月 - 11月）
- 真田幸村（2016年3月 - 4月）
- 龍の羅針盤
  - 第一部　幕末死闘篇（2016年11月 - 12月）
  - 第二部　維新回天篇（2017年2月）
- 新選組（2017年12月 - 2018年1月）
  - 暁ノ章/宵ノ章
- 零式艦上戦闘機（2018年7月）
- 新選組　完結編（2019年2月）
  - 暁ノ章/宵ノ章/終ノ章
- 戦場の翼（2019年6月 - 7月）
- 新選組リメンバー（2020年1月 - 2月）